# Echinisis vema
Echinisis vema is een zachte koraalsoort uit de familie Isididae. De koraalsoort komt uit het geslacht Echinisis. Echinisis vema werd in 1987 voor het eerst wetenschappelijk beschreven door Bayer & Stefani. 